# Juan José Méndez
Gral. José Juan Méndez fue un militar mexicano que participó en la Revolución mexicana. Nació en Hermosillo, Sonora, el 25 de noviembre de 1886. Se unió al movimiento constitucionalista desde 1913. Se encontraba en Jalisco cuando secundó el Plan de Agua Prieta en 1920. Fue general de brigada con antigüedad de 1 de septiembre de 1922. Fungió como Subdirector general del Ejército Mexicano, Inspector de la Policía del Distrito Federal en la administración de Abelardo L. Rodríguez, y Jefe de Operaciones en varias regiones. 